# Distretto elettorale di Outapi
Il distretto elettorale di Outapi è un distretto elettorale della Namibia situato nella Regione di Omusati con 36.934 abitanti al censimento del 2011. Il capoluogo è la città di Outapi.